# Filips van Lalaing (1537-1582)
Filips van Lalaing (Lallaing, 1537 - Bergen, 24 mei 1582) was de 3e graaf van Lalaing en heer van Escornaix en Wavrin.

## Biografie
Hij was de oudste zoon van Karel II van Lalaing en Margaretha van Croÿ († 1549). In 1574 (aan het begin van de Tachtigjarige Oorlog) werd Filips aangesteld tot stadhouder van Henegouwen.
Op 25 september 1576 werd hij door de Staten-Generaal benoemd tot plaatsvervanger (luitenant-generaal) van de op dezelfde dag benoemde opperbevelhebber van de strijdkrachten Filips van Aerschot, de hertog van Croy. Na de inname in 1577 van de citadel van Namen door landvoogd don Juan werd Lalaing generaal over de infanterie, om uiteindelijk het opperbevel over de landmacht te krijgen. Hij accepteerde die laatste positie onder andere alleen onder de voorwaarde dat trouw aan de koning werd beloofd. De Staten-Generaal verweten hem dat hij in januari 1578 het legerkamp had verlaten en dat hij op de laatste dag van die maand niet aanwezig was geweest bij de Slag bij Gembloers die voor de opstandelingen smadelijk verloren ging. Lalaing werd daarop ontslagen.
Dit en andere geschillen leidden ertoe dat hij vervreemdde van de opstandelingen, en ten slotte tekende hij met zijn gewest de Unie van Atrecht (6 januari 1579), waarmee men zich weer verzoende met de Spaanse koning tegen enkele voorwaarden. De rest van zijn leven bleef Filips zijn vorst trouw.
Filips trouwde met Margaretha van Ligne, dochter van Jan van Ligne. Zij kregen een dochter, Margaretha van Lalaing, die de erfenis meenam en Florent van Berlaymont huwde.

## Voorouders
| Voorouders van Filips van Lalaing | Voorouders van Filips van Lalaing                                          | Voorouders van Filips van Lalaing                                          | Voorouders van Filips van Lalaing                                              | Voorouders van Filips van Lalaing                                              | Voorouders van Filips van Lalaing                                   | Voorouders van Filips van Lalaing                                   | Voorouders van Filips van Lalaing                                   | Voorouders van Filips van Lalaing                                   |
| --------------------------------- | -------------------------------------------------------------------------- | -------------------------------------------------------------------------- | ------------------------------------------------------------------------------ | ------------------------------------------------------------------------------ | ------------------------------------------------------------------- | ------------------------------------------------------------------- | ------------------------------------------------------------------- | ------------------------------------------------------------------- |
| Overgrootouders                   | Joost van Lalaing (1437-1483) ∞ 1462 Bonne van Viefville (-)               | Joost van Lalaing (1437-1483) ∞ 1462 Bonne van Viefville (-)               | Jacobus I van Luxemburg-Fiennes (1445-1487) ∞ Maria van Berlaymont (1450-1529) | Jacobus I van Luxemburg-Fiennes (1445-1487) ∞ Maria van Berlaymont (1450-1529) | - ∞ -                                                               | - ∞ -                                                               | - ∞ -                                                               | - ∞ -                                                               |
| Grootouders                       | Karel I van Lalaing (1466-1525) ∞ Jacqueline van Luxemburg-Fiennes (-1511) | Karel I van Lalaing (1466-1525) ∞ Jacqueline van Luxemburg-Fiennes (-1511) | Karel I van Lalaing (1466-1525) ∞ Jacqueline van Luxemburg-Fiennes (-1511)     | Karel I van Lalaing (1466-1525) ∞ Jacqueline van Luxemburg-Fiennes (-1511)     | - ∞ -                                                               | - ∞ -                                                               | - ∞ -                                                               | - ∞ -                                                               |
| Ouders                            | Karel II van Lalaing (1506-1558) ∞ 1550 Margaretha van Croÿ (-1549)        | Karel II van Lalaing (1506-1558) ∞ 1550 Margaretha van Croÿ (-1549)        | Karel II van Lalaing (1506-1558) ∞ 1550 Margaretha van Croÿ (-1549)            | Karel II van Lalaing (1506-1558) ∞ 1550 Margaretha van Croÿ (-1549)            | Karel II van Lalaing (1506-1558) ∞ 1550 Margaretha van Croÿ (-1549) | Karel II van Lalaing (1506-1558) ∞ 1550 Margaretha van Croÿ (-1549) | Karel II van Lalaing (1506-1558) ∞ 1550 Margaretha van Croÿ (-1549) | Karel II van Lalaing (1506-1558) ∞ 1550 Margaretha van Croÿ (-1549) |
| Filips van Lalaing (1537-1582)    |                                                                            |                                                                            |                                                                                |                                                                                |                                                                     |                                                                     |                                                                     |                                                                     |